# Бањо ди Гаворано
Бањо ди Гаворано (итал. Bagno di Gavorrano) је насеље у Италији у округу Гросето, региону Тоскана.
Према процени из 2011. у насељу је живело 3451 становника. Насеље се налази на надморској висини од 40 м.